# Fanuropita

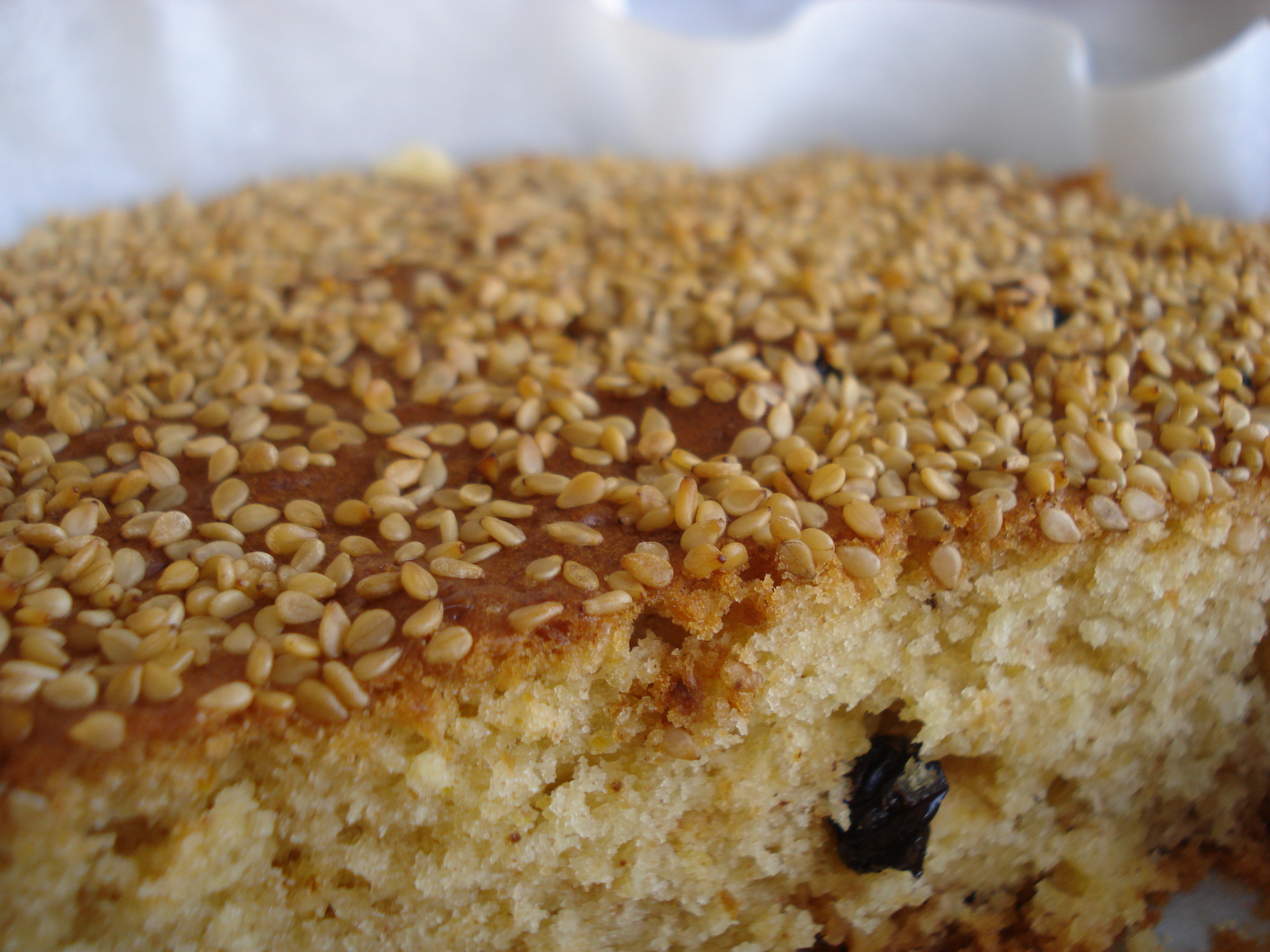
Fanuropita

Fanuropita (ngr. φανουρόπιτα) – rodzaj słodkiego ciasta, w kuchni greckiej oryginalny wypiek związany z kultem św. Fanuriosa (Άγιος Φανούριος).
Popularny w Grecji, na Cyprze i w greckiej diasporze wypiek tradycyjnie przygotowywany na dzień świętego Fanuriosa (27 sierpnia) i poświęcany wówczas w kościele. Łączy się z przekonaniem, że święty (podobnie jak św. Andrzej w polskiej tradycji tzw. andrzejek) ma ujawniać ludziom – zwłaszcza młodym dziewczętom – przyszłość, jeśli ofiarowano mu ciasto złożone z 7 lub 9 składników. Innym warunkiem powodzenia jest poczęstowanie fanuropitą jak najwięcej osób w geście dobroczynnym, błogosławieństwa oraz odpuszczenia. Ma to charakter ofiary przebłagalnej za matkę świętego, odznaczającą się pogardą i niechęcią względem ubogich.
Krągłe ciasto z bakaliami nie może według tradycyjnych wymagań zawierać masła, jaj ani oliwy, dopuszczalny w jego przyrządzaniu jest tylko roślinny olej. Siedem składników ma symbolizować 7 chrześcijańskich sakramentów. 
Kult tego świętego, w prawosławiu uważanego za męczennika z czasów rzymskich (III wiek) i uznawanego za patrona Rodos, datuje się dopiero od połowy XIV wieku i jest poza tym szczególnie charakterystyczny dla Cypru. Inną jego domeną sprawczą jest pomoc w odnajdywaniu rzeczy zaginionych, podobnie jak w przypadku postaci św. Antoniego Padewskiego w Kościele katolickim. 
Podobnym tradycyjnym wypiekiem świątecznym łączonym z postacią kultową jest wasilopita, w greckim prawosławiu przygotowywana na Nowy Rok jako dzień poświęcony św. Bazylemu.